# Chahin Ismayilov
Chahin Ismayilov est un homme politique azerbaïdjanais, membre des Ve et VIe législatures de l'Assemblée nationale d'Azerbaïdjan.

## Biographie
Chahin Ismayilov est né le 7 février 1986 dans la communauté d'Eghegnazor. Il est diplômé de la faculté d'études européennes et de relations internationales de l'Université des langues d'Azerbaïdjan. Il parle anglais, français et russe.

### Carrière
Il est vice-président du comité de la jeunesse et des sports de l'Assemblée nationale. Il est membre de groupes de travail sur les relations avec les parlements d'Argentine, du Canada, de Corée, de Lettonie, de Lituanie, du Pakistan, d'Arabie saoudite, de Turquie et du Turkménistan.
Il est membre de la délégation azerbaïdjanaise auprès de l'Union interparlementaire.

### Famille
Chahin Ismayilov est marié et a deux enfants.